# Gereraú
Gereraú é um distrito e bairro de classe média baixa, vinculado ao município de Itaitinga, no estado do Ceará, pertencente  à microrregião de Fortaleza e à mesorregião Metropolitana de Fortaleza.

## Etimologia
"Gereraú" é uma palavra com origem na língua tupi que significa "lagoa dos marrecos". Devido ao clima, água farta, a pesca e pela imensa plantação de cajueiros, terra fértil e favorável ao plantio da mandioca e outras culturas de subsistência indígena, atraiu a tribo dos Janduíns que eram nômades que transitavam na região de Messejana, Itaitinga à Serra de Aratanha (Pacatuba). O chefe da tribo era chamado de Amanaím, que há  anos foi encontrado sepultado em uma urna funerária nas propriedades de uma professora do Distrito. O artefato foi então recolhido e levado para o Centro de antropologia da Universidade Federal do Ceara

## População
O bairro possui 767 habitantes, sendo o 16º bairro mais populoso do município. Conforme o Censo do IBGE de 2010, a população de Gereraú é distribuída entre homens e mulheres. A População masculina, representa 411 habitantes, e a população feminina, 356 habitantes. A população masculina representa 53.59% contra 46.41% feminina. A distribuição etária revela a existência de mais jovens do que idosos. Sendo a população composta de 36.2% de jovens e 5.1% de idosos. Há 215 domicílios particulares permanentes.

## Transporte
O distrito ainda sofre com a escassez de transporte público, contando atualmente com apenas uma linha de ônibus operada pela empresa Crateús, que realiza duas viagens diárias. Antes, o serviço era prestado pela empresa São Benedito.
Para ampliar a mobilidade da população, a Prefeitura de Itaitinga implantou, no final de 2024, o Transporte Regular Urbano de Itaitinga (TRUI). O serviço oferece transporte gratuito e opera com duas rotas que passam pela Avenida Deputado Paulino Rocha, garantindo a integração do distrito com outras regiões do município.
Além disso, desde 2013, o transporte particular também tem sido uma alternativa para os moradores. A COOTRAMI (Cooperativa de Transporte Complementar Intermunicipal de Passageiros de Itaitinga) implementou um serviço de vans ligando o distrito ao Centro de Fortaleza. Atualmente, a cooperativa segue operando com três viagens diárias, sendo duas com destino à capital e uma de retorno.

## Infraestrutura

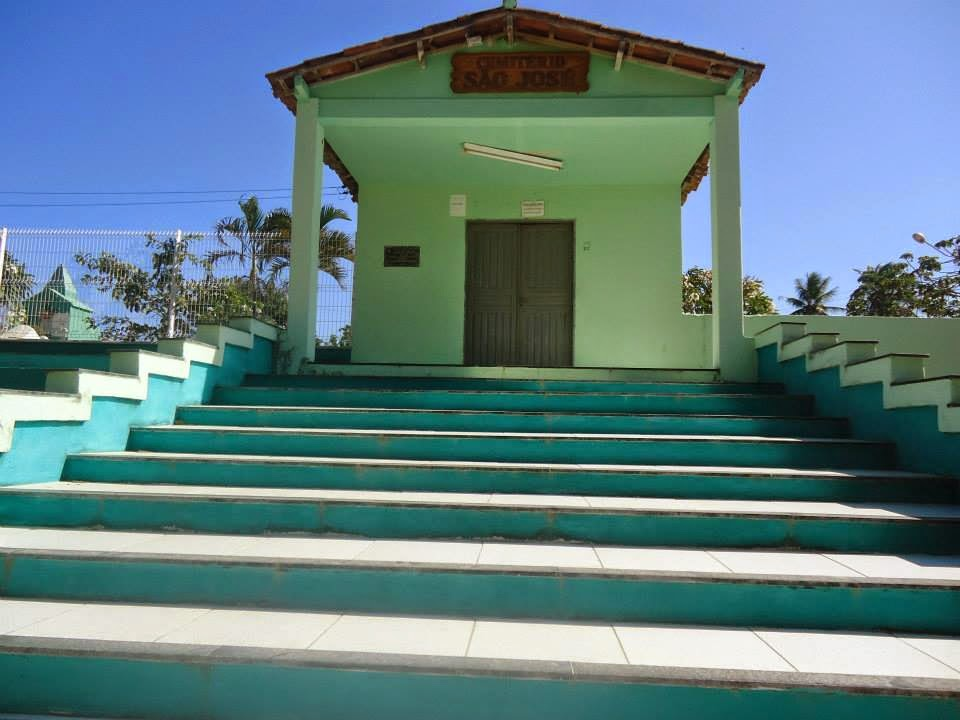
Cemitério São José.

Existem duas escolas servindo a população; uma de ensino fundamental (E.E.F. Francisca Ferreira Siqueira) e outra de ensino médio (E.E.M. Raul Tavares Cavalcante, anteriormente, E.E.M. Antonio Geraldo de Lima). Há também uma biblioteca pública (Biblioteca Denise Ferreira Luz), um PSF, um cemitério (Cemitério São José), uma capela Católica (Capela de São José, padroeiro do bairro). Existem dois times de futebol amador: Madureira Esporte Clube e CAGECE Futebol Clube, este último recebe esse nome, por estar sediado em terras da Cia. de Água e Esgoto do Ceará.
Gereraú conta com uma pequena infraestrutura de telecomunicações, destacando-se pela presença de uma antena de telefonia móvel operada pela BrisaNet, que oferece cobertura 4G e 5G com um alcance de 99% da área. Além disso, o bairro também possui cobertura parcial das operadoras Vivo, que disponibiliza 24,86% de cobertura em tecnologia 5G, e Claro, com 17,36%. Segundo dados da Agência Nacional de Telecomunicações (Anatel), estas operadoras garantem serviços de telefonia móvel para os moradores. Complementarmente, diversas empresas fornecem serviços de internet via fibra óptica no bairro, oferecendo uma gama de opções para conexões de alta velocidade.
A região vem se valorizando com investimentos públicos e privado; A construtora Walter Mota fez um de seus condomínios sendo um grande sucesso  e atraindo novos empreendimentos para o local. O distrito tem um pequeno parque industrial com empresas que fabricam tintas (Hidrafort e All Tintas), produtos têxteis (Rei do Cotton), lubrificantes automotivos (Dunax Lubrificantes), resíduos sólidos recicláveis (Ambiental Fênix Reciclagem) e, mais recentemente, a detentora dos produtos Brilux para o Ceará (Kaçan Industrial Produtos Limpa Fácil Ltda.), anunciou sua transferência de uma área residencial em Fortaleza para o Polo Industrial do Gereraú. A empresa investiu em um prédio industrial de 4.120 m² com um terreno de 20 mil m².

## Limites
Inicia-se no encontro da Rodovia Edson Queiroz com a reta que parte do cruzamento da estrada Pacatuba/Riachão com a antiga estrada Guaiúba/Itapó em direção ao cume do serrote Jatobá. Segue por esta reta no sentido norte até o cume do serrote Jatobá. Dele traça-se uma reta até o centro da lagoa do Carapió, daí em nova reta no sentido norte vai até a foz do rio Timbó no rio Cocó. Deste ponto por uma reta no sentido sudeste vai ao ápice do serrote do Ancuri. Deste ponto segue por uma linha reta no sentido sudeste até o pontilhão do Carro Quebrado na BR-116. Segue por esta rodovia no sentido sul até a Av. Lídia Alves Cavalcante. Segue por esta avenida no sentido noroeste até encontrar a Estrada das Pedreiras. Segue por esta estrada no sentido oeste e depois sudoeste até encontrar a Rodovia Edson Queiroz. Segue por esta rodovia no sentido noroeste e depois oeste até o ponto inicial.
O distrito de Gereraú tem seu território dividido em área urbana e área rural conforme a descrição apresentada a seguir:
I – Área Urbana
Primeiro Trecho – Inicia-se no encontro da Rodovia Edson Queiroz com a reta que parte do cruzamento da estrada Pacatuba/Riachão com a antiga estrada Guaiúba/Itapó em direção ao cume do serrote Jatobá. Segue por esta reta no sentido norte até o cume do serrote Jatobá. Dele traça-se uma reta até o centro da lagoa do Carapió, daí em nova reta no sentido norte vai até encontrar o canal de ligação Riachão – Gavião. Segue por este canal no sentido sudeste até este cruzar com a estrada das Pedreiras. Segue então por esta estrada no sentido sul até encontrar com a Rodovia Edson Queiroz. Segue por esta rodovia no sentido oeste até o ponto inicial. Segundo Trecho – Inicia-se na foz do rio Timbó no rio Cocó. Deste ponto por uma reta no sentido sudeste vai ao ápice do serrote do Ancuri. Deste ponto segue por uma linha reta no sentido sudeste até o pontilhão do Carro Quebrado na BR-116. Segue por esta rodovia no sentido sul até a Av. Lídia Alves Cavalcante. Segue por esta avenida no sentido noroeste até encontrar a Estrada das Pedreiras. Segue por esta estrada no sentido sudoeste até encontrar uma linha imaginária paralela 400 metros a oeste da rua S.D.O. Segue por esta linha, no sentido noroeste e depois norte, até encontrar uma linha imaginária perpendicular a rua S.D.O. que passa na confluência do limite sul do loteamento Parque das Flores com o limite leste do loteamento. Segue por esta linha, no sentido leste, até encontrar esta confluência. Segue pelo limite sul do loteamento, no sentido noroeste, até encontrar o limite oeste municipal. Segue por este limite, no sentido norte, até o ponto inicial.

## Cultura e lazer
O bairro é conhecido também pela Lagoa do Gereraú, onde há um complexo turístico denominado Itapark  que funciona desde a década de 1990. Conta com um ambiente familiar, completa e moderna estrutura de lazer, gastronomia, diversão e segurança, sendo um importante polo turístico da cidade de Itaitinga. Na decáda de 1990 o Cajueiro Drink's garantia a diversão da cidade de Fortaleza, na época, sendo a maior casa de show do estado, onde predominava o tradicional forró. Artistas e bandas de reconhecimento nacional como Chiclete com Banana, Alcione e a banda É o Tchan faziam parte das atrações da casa.«Relembre casas de shows antigas de Fortaleza.»
Em 2009 foi produzido um filme no bairro, chamado "Poço da Pedra"; a produção contou com uma cidade cenográfica (a primeira a ser feita no estado do Ceará) que continha uma praça, igreja, mercearia, além de várias casas tipicamente encontradas no interior do Nordeste. O filme produzido pela ACARTES de Fortaleza em parceria com a Prefeitura Municipal de Itaitinga, Grupo M. Dias Branco e a Fundação Cultural Acauã, contou com atores do Grupo de Teatro Acauã e moradores do município de Itaitinga e de Fortaleza no elenco. Nove atores do Grupo de Teatro Acauã integraram o elenco do longa-metragem "Poço da Pedra" - do cineasta cearense Gerardo Damasceno, produzido pelo Pontão de Cultura ACARTES - Academia de Ciências e Artes. O filme foi lançado em 14 de abril de 2010. A solenidade do lançamento aconteceu no Theatro José de Alencar.«Poço da Pedra». Adoro Cinema
Selecionados desde 2005, os atores (e técnicos) do município contracenaram ao lado de renomados atores do cinema nacional, dentre eles o global Aramis Trindade, que na trama interpretou o personagem Zé Capote. O filme estreou no cinema e na TV  sendo apresentado ao grande público de Fortaleza (Espaço Unibanco de Cinema) e de todo o Nordeste pela emissora TV Diário Canal 22 (Programa Cine Nordeste).Moura, Dawlton. «Luz, câmera, Poço da Pedra.». Diário do Nordeste.